# Oscar Special Achievement Award
L'Oscar Special Achievement Award (Premio contributi speciali) è una categoria degli Academy Awards che può essere assegnato periodicamente (non necessariamente ogni anno) per un contributo eccezionale, quando non vi è alcuna categoria nei premi annuali che si applica al contributo. È stato istituito nel 1972 e ne sono stati consegnati 19, ad oggi.

## Vincitori
L'elenco mostra i vincitori di ogni anno. Gli anni indicati sono quelli in cui è stato assegnato il premio. Per maggiori informazioni si veda la voce Cerimonie dei premi Oscar.

### 1970
- 1973
  - L'avventura del Poseidon (The Poseidon Adventure) - L. B. Abbott, A. D. Flowers - Effetti visivi
- 1975
  - Terremoto (Earthquake) - Frank Brendel, Glen Robinson, Albert Whitlock - Effetti visivi
- 1976
  - Hindenburg (The Hindenburg) - Peter Berkos  - Effetti sonori
  - Hindenburg (The Hindenburg) - Albert Whitlock, Glen Robinson - Effetti visivi
- 1977
  - King Kong - Carlo Rambaldi, Glen Robinson, Frank Van der Veer - Effetti visivi
  - La fuga di Logan (Logan's Run) - L. B. Abbott, Glen Robinson, Matthew Yuricich - Effetti visivi
- 1978
  - Guerre stellari (Star Wars) - Ben Burtt - Alieni, creature e voci dei robot
  - Incontri ravvicinati del terzo tipo (Close Encounters of the Third Kind) - Frank E. Warner - Montaggio degli effetti sonori
- 1979
  - Superman - Les Bowie, Colin Chilvers, Denys N. Coop, Roy Field, Derek Meddings, Zoran Perisic - Effetti visivi

### 1980
- 1980
  - Black Stallion - Alan Splet - Montaggio sonoro
- 1981
  - L'Impero colpisce ancora (The Empire Strikes Back) - Brian Johnson, Richard Edlund, Dennis Muren, Bruce Nicholson - Effetti visivi
- 1982
  - I predatori dell'arca perduta (Raiders of the Lost Ark) - Ben Burtt, Richard L. Anderson - Montaggio degli effetti sonori
- 1984
  - Il ritorno dello Jedi (Return of the Jedi) - Richard Edlund, Dennis Muren, Ken Ralston, Phil Tippett - Effetti visivi
- 1985
  - Il fiume dell'ira (The River) - Kay Rose - Montaggio degli effetti sonori
- 1988
  - RoboCop (RoboCop) - Stephen Flick, John Pospisil - Montaggio degli effetti sonori
- 1989
  - Chi ha incastrato Roger Rabbit (Who Framed Roger Rabbit?) - Richard Williams - per la direzione delle animazioni

### 1990
- 1991
  - Atto di forza (Total Recall) - Eric Brevig, Rob Bottin, Tim McGovern, Alex Funke - Effetti visivi
- 1996
  - Toy Story - Il mondo dei giocattoli (Toy Story) - John Lasseter - Per la sua guida ispirata del team della Pixar con conseguente primo lungometraggio animato al computer

### 2010
- 2018
  - Carne y Arena (Virtually Present, Physically Invisible) - Alejandro González Iñárritu - Realtà virtuale[3]